# NGC 1252
NGC 1252 في الفهرس العام الجديد، هو عنقود نجمي، يقع في كوكبة الساعة. اكتشف في 4 ديسمبر 1834 بواسطة جون هيرشل.

## روابط خارجية
- NGC 1252 على موقع ويكي سكاي: DSS2, SDSS, GALEX, IRAS, Hydrogen α, X-Ray, Astrophoto, Sky Map, Articles and images